# Sugarless (manga)
Sugarless (シュガーレス, Sugaresu) est un shōnen manga écrit et dessiné par Masami Hosokawa. Il est prépublié entre janvier 2010 et avril 2013 dans le magazine Weekly Shōnen Champion de l'éditeur Akita Shoten, et compilé en un total de dix-huit tomes,. Une adaptation en drama est diffusée en 2012 sur Nippon TV.

## Synopsis
Shiba Gaku est un adolescent qui rentre en seconde au lycée Kushima. Dans ce lycée, il n'y a qu'une règle parmi les élèves : la loi du plus fort. En effet, l'élève le plus puissant dicte sa loi et nombreux sont ceux qui tentent de l'affronter et prendre sa place. Shiba rêve de devenir le plus fort du lycée et en prendre le contrôle, pour cela, il doit affronter le redoutable Shake, le boss actuel. Shiba s'allie avec d'autres élèves comme le colosse Marumo Taiji, l'ancien chef des Hydra Urabe Osamu et un ancien subordonné de Shake, Shirô Mukai afin d'arriver à son objectif mais la route est encore longue...

## Personnages
- Shiba Gaku : c'est un élève de seconde téméraire qui adore se battre. Son but est de vaincre Shake afin de prendre sa place de plus fort élève du lycée Kushima. Il se lie rapidement d'amitié avec Marumo Taiji. Il tente d'attaquer Shake mais ce dernier l'écrase facilement.

- Marumo Taiji : c'est un élève de seconde de très forte corpulence. Vêtu de noir, il a une coupe afro, ce qui lui vaut d'être surnommé "Marimo" par Shiba (en référence à son prénom Marumo et au marimo, une sorte d'algue). Il aime manger des nouilles et ne se cantonne pas aux règles, comme lorsqu'il va aux toilettes des Premières car celles des secondes sont occupées. Il est l'un des premiers alliés de Shiba. En dépit de sa force herculéenne, il n'est pas très intelligent, en effet, ses notes sont trop basses pour qu'il puisse intégrer un autre lycée que Kushima. Il parvient à vaincre le gang des Hydra tout seul pendant que Shiba affronte Shirô, et convainc Urabe de rejoindre leur groupe.

- Urabe Osamu : il a les cheveux argentés, porte un survêtement noir et a un piercing sur le menton. Il est le puissant chef des Hydra, un gang parmi le lycée et tente de recruter Marumo et Shiba, sans succès. Marumo lui propose de s'allier à lui et à Shiba, Urabe accepte en voyant que Marumo a vaincu tous ses subordonnés seul.

- Shirô Mukai : c'est un élève de seconde aux courts cheveux noirs. Il fait partie des subordonnés de Shake, le boss du lycée. Plutôt fort, il parvient à vaincre Hiraori Tanaka et ses complices. Alors qu'il fait de la musculation, Shiba Gaku l'agresse et les deux lycéens commencent un combat acharné. Par la suite, Shirô rejoint le groupe de Shiba.

- Shake : c'est un élève de terminale, le plus puissant de tous les lycéens et également le chef du lycée. Accompagné de quatre subordonnés, il bat n'importe quel élève voulant se mesurer à lui, Shiba Gaku par exemple.

- Hiraori Tanaka : c'est un élève de seconde qui porte des lunettes et un costume-cravate. Il est accompagné de trois complices et rêve de devenir le plus puissant du lycée mais il est loin de l'être.

## Drama

### Casting
- Alan Shirahama : Shiba Gaku[6]
- Nobuyuki Suzuki : Marumo Taiji[6]
- Keita Machida : Urabe Osamu[6]
- Reo Sano : Shirô Mukai[6]